# Joseph Vitalien
Pour les articles homonymes, voir Vitalien.
Joseph Vitalien, né le 4 avril 1868 au Moule à la Guadeloupe et mort à Paris le 15 novembre 1938, est un médecin français.

## Biographie
De 1901 à 1903, étant employé à l'hôpital de Harar fondé par le ras Makonnen, il devient le précepteur du jeune fils du ras, Tafari, futur roi des rois sous le nom de Haile Selassie, auquel il enseigne le français. Il apprend alors l'amharique. Il joue un rôle important dans la lutte contre une épidémie de variole à Dire Dawa en février 1904, vaccinant lui-même une partie des habitants.
Il est médecin du negus Menelik de 1904 à 1909. Cette position lui permet d'obtenir, le 30 janvier 1908, le transfert de la concession de 1894 du chemin de fer qui doit relier Djibouti à Addis Abbeba. Le 8 mars 1909, elle est confiée à une compagnie soutenue par l'État français, après l'approbation du texte par la Chambre des députés le 21 décembre 1908. Il touche 150 000 francs pour son rôle, plus 58 200 francs pour la signature d'un avenant en mai, ainsi qu'un salaire de 25 000 francs par an pendant cinq ans, à la charge de la compagnie. En 1921 il intente un procès pour demander plus, mais il est débouté.
En 1909, il devint le directeur de l'hôpital Menelik II, à Harar. Il semblerait que Menelik lui proposa le poste de ministre de la santé publique.
Il quitte l'Éthiopie en 1910, et réside à Paris. Fait chevalier de la Légion d'honneur, il est candidat aux élections législatives de 1910 puis sénatoriales de 1912 à la Guadeloupe et de nouveau aux législatives de 1919. Il prend une part active à la défense des soldats issus des colonies. Au cours de la guerre de 1914-1918, il est directeur du Foyer colonial (1915-1919), créé à Paris, pour les soldats coloniaux, par le Comité d'aide et d'assistance coloniale.
Il est mort en 1938. Son urne repose au cimetière du Père-Lachaise.

## Publications
- La Péritonite cancéreuse, Paris, 1897
- Pour l’indépendance de l'Éthiopie, par le Dr Vitalien, ancien médecin et conseiller de S. M. Ménélick II, éditions de L'Effort, 1919